# Charles Daniels
Charles Meldrum „Charlie” Daniels (ur. 24 marca 1885 w Dayton, zm. 9 sierpnia 1973 w Carmel Valley Village) – amerykański pływak, wielokrotny medalista olimpijski z Letnich Igrzysk 1904 w Saint Louis, Letnich Igrzysk 1908 w Londynie oraz Olimpiady Letniej 1906.
Zdobył medale we wszystkich konkurencjach olimpijskich, w których startował. Należał do New York Athletic Club, z którym wywalczył złoty medal w konkurencji 4 × 50 jardów stylem dowolnym.
Zmodyfikował australijskiego kraula ulepszając pracę nóg, który nazwany został amerykańskim kraulem. Zdobył 53 tytuły krajowe oraz wygrał ponad 300 wyścigów. Ustanawiał rekordy świata w pływaniu stylem dowolnym na każdym dystansie od 25 jardów do 1 mili. W 1905, w ciągu czterech dni udało mu się pobić 14 rekordów.
W 1965 został wprowadzony do International Swimming Hall of Fame.